# Sesame Street (manga)
Sesame Street (せさみ☆すとりーと?, Sesami☆Sutoriito) è un manga shōnen ideato da Izumi Matsumoto, pubblicato dal 1988 al 1989 in Giappone da Shūeisha e nel 1994 in Italia dalla casa editrice Star Comics.

## Trama
I personaggi di questa storia abitano in una tipica casa giapponese. La storia si apre con il matrimonio di Amemaru Fujiya e Chitose. Amemaru dopo pochi giorni muore in un incidente aereo lasciando vedova la giovane Chitose a soli 19 anni. Quest'ultima, aspettando un possibile ritorno del marito disperso, si trasferisce a casa dei Fujiya. Appena trasferitasi il fratello minore di Amemaru, Keiki sente subito una forte attrazione verso sua cognata di un solo anno più grande. A chiudere il triangolo c'è Karin, una ragazza alla pari che è innamorata di Keiki e anche lei abita sotto il tetto dei Fujiya. Da questo punto nascono vicende tragicomiche, gelosie e situazioni imbarazzanti.
Il finale non ha una conclusione e lascia aperto il rapporto triangolare dei vari personaggi.

## Personaggi
Keiki Fujiya (藤谷圭樹?, Fujiya Keiki)
È il protagonista dell'opera, ha 18 anni è un Ronin (cioè colui che non viene ammesso all'università) e quindi aiuta il padre in negozio. Da quando la moglie del suo defunto fratello Amemaru si è trasferita a casa Fujiya, sente una certa attrazione verso di lei.
Chitose (千歳?)
Sposa a soli 19 anni il fratello maggiore di Keiki, Amemaru, rimasta (presunta) vedova in pochi giorni si trasferisce a casa dei Fujiya in attesa di un possibile ritorno del marito disperso.
Amemaru Fujiya (藤谷雨丸?, Fujiya Amemaru)
Fratello maggiore di Keiki, il quale muore di incidente aereo poco dopo essersi sposato con Chitose.
Konpei Fujiya (藤谷金平?, Fujiya Konpei)
Padre di Amemaru e Keiki, ha 55 anni e nonostante la sua età essendo vedovo fa il galletto con le ragazze, è un tipo un po' pervertito. Gestisce un negozio ortofrutticolo in Sesame Street, il mercato cittadino.
Karin Yamazaki (山崎カリン?, Yamazaki Karin)
Promessa sposa di Keiki, ha 16 anni e si definisce una ragazza alla pari, anche lei si è trasferita sotto il tetto dei Fujiya, fa di tutto per farsi notare e trovare consensi da Keiki il quale spesso e volentieri la fa arrabbiare per via della gelosia che ha Karin nei confronti di Chitose.
Anzu Fujiya (藤谷あんず?, Fujiya Anzu)
La nonna di casa Fujiya, un tipo assai sveglio e rompiscatole.
Masami Morinaga (森永正美?, Morinaga Masami)
Un brillante arraffa-terra, cerca di portar via casa Fujiya.

## Pubblicazione
Sesame Street è stato pubblicato in Giappone dal 1988 al 1989 sulla rivista Weekly Shōnen Jump edita da Shūeisha. I vari capitoli sono stati poi raccolti in tre volumi tankōbon pubblicati dal febbraio 1990 all'aprile 1992.
In Italia il manga è stato pubblicato da Star Comics dal novembre 1994 al marzo 1995 in 5 volumetti. Il senso di lettura è all'occidentale e cioè le tavole sono ribaltate a specchio rispetto all'originale.

### Volumi
| Nº | Data di prima pubblicazione | Data di prima pubblicazione | Data di prima pubblicazione |
| Nº | Giapponese                  | Giapponese                  |                             |
| -- | --------------------------- | --------------------------- | --------------------------- |
| 1  | febbraio 1990               | ISBN 4-08-858261-6          |                             |
| 2  | novembre 1990               | ISBN 4-08-858262-4          |                             |
| 3  | aprile 1992                 | ISBN 4-08-858263-2          |                             |

| Nº | Data di prima pubblicazione | Data di prima pubblicazione |
| Nº | Italiano                    |                             |
| -- | --------------------------- | --------------------------- |
| 1  | novembre 1994               |                             |
| 2  | dicembre 1994               |                             |
| 3  | gennaio 1995                |                             |
| 4  | febbraio 1995               |                             |
| 5  | marzo 1995                  |                             |